# Vagnon et Canet
Vagnon et Canet war ein französischer Hersteller von Kraftfahrzeugen.

## Unternehmensgeschichte
Das Unternehmen aus Lyon begann 1898 mit der Produktion von Kraftfahrzeugen. Der Markenname lautete Vagnon et Canet. 1900 endete die Produktion.

## Fahrzeuge
Im Angebot standen Nutzfahrzeuge, Motorräder und Motoren. Im Mai 1898 wurde bekannt gegeben, dass auch Automobile im Kundenauftrag hergestellt werden können. Hiervon entstanden einige Exemplare bis 1900.